# Файсал бин Абдул Азис
Файсал бин Абдул Азис Ал Сауд (на арабски: فيصل بن عبدالعزيز آل سعود) е крал на Саудитска Арабия от 1964 до 1975 г. Той е влиятелна фигура в Арабския свят, ставайки известен с държавните си планове в родината си и с отстояването на националните си интереси в чужбина.
Файсал е трети син (от 45) на Абдул Азиз бин Сауд. Назначен е за министър на външните работи и вицекрал на Хиджаз през 1926 г., след като баща му покорява областта, в която е разположен свещения град Мека. През 1934 г. повежда победоносна кампания срещу Йемен. Представлява Саудитска Арабия на конференцията на ООН през 1945 г., а по-късно е назначен за посланик в Общото събрание на ООН.
След като Сауд бин Абдул Азис се възкачва на престола през 1953 г., Файсал става кронпринц. През 1958 г., във времена на икономическа криза, Сауд ми предоставя пълна изпълнителна власт. От тази си позиция, той забранява робството в страната. Файсал подава оставка през 1960 г., но се завръща през 1962 г. и през март 1964 г. си възвръща всички правомощия като вицекрал. Сауд е свален от власт от религиозни водачи, висши членове на управляващата саудитска династия и Съвета на министрите, поради което Файсал го наследява като крал на 2 ноември 1964 г.
Файсал е много по-активен и полага повече усилия по модернизирането на страната от предшествениците си в икономическите и образователните програми. Освен това, бюрократичните му реформи правят финансовите операции на страната по-ефикасни, докато настояването му за държавно участие в петролната компания Saudi Aramco води до по-строг надзор над държавните петролни ресурси. При неговото управление, Саудитска Арабия започва все по-дейно да отстоява интересите си в региона, поставяйки под въпрос регионалното лидерство, което до този момент дълги години е било привилегия на Египет. Той подкрепя монархистите в Йемен, когато те се съпротивляват, макар и неуспешно, на новото републиканско правителство, подкрепяно от Египет. Присъединява се към останалите арабски държави в Шестдневната война от 1967 г.
Основната външна политика на Файсал включва панислямизъм, антикомунизъм (който свързва с ционизма), и подкрепа за Палестина. Опитва се да ограничи властта на ислямските религиозни водачи. Протестирайки срещу поддръжката, която Израел получава от Западния свят, той въвежда петролното ембарго, което довежда до петролната криза от 1973 година.
Макар с влошаващо се здравословно състояние, той остава активно на длъжността си. На 25 март 1975 г. е прострелян в главата и убит от племенника си Файсал бин Мусаид, вероятно поради лична вражда. Престолът му е наследен от полубрат му, кронпринц Халид бин Абдул Азис.